# Hòa Quang Nam
Hòa Quang Nam là một xã thuộc huyện Phú Hòa, tỉnh Phú Yên, Việt Nam.

## Địa lý
Xã Hòa Quang Nam có diện tích 36,75 km², dân số năm 2003 là 11.584 người, mật độ dân số đạt 315 người/km².

## Hành chính
Xã Hòa Quang Nam gồm 6 thôn :
- Thôn Quang Hưng
- Thôn Đại Bình
- Thôn Đại Phú
- Thôn Nho Lâm
- Thôn Mậu Lâm Nam
- Thôn Phú Thạnh